# 2000 EE17
2000 EE17 är en asteroid i huvudbältet som upptäcktes den 3 mars 2000 av LINEAR i Socorro County, New Mexico.
Asteroiden har en diameter på ungefär 8 kilometer, den tillhör asteroidgruppen Themis.